# Juan Vicente Pérez Mora

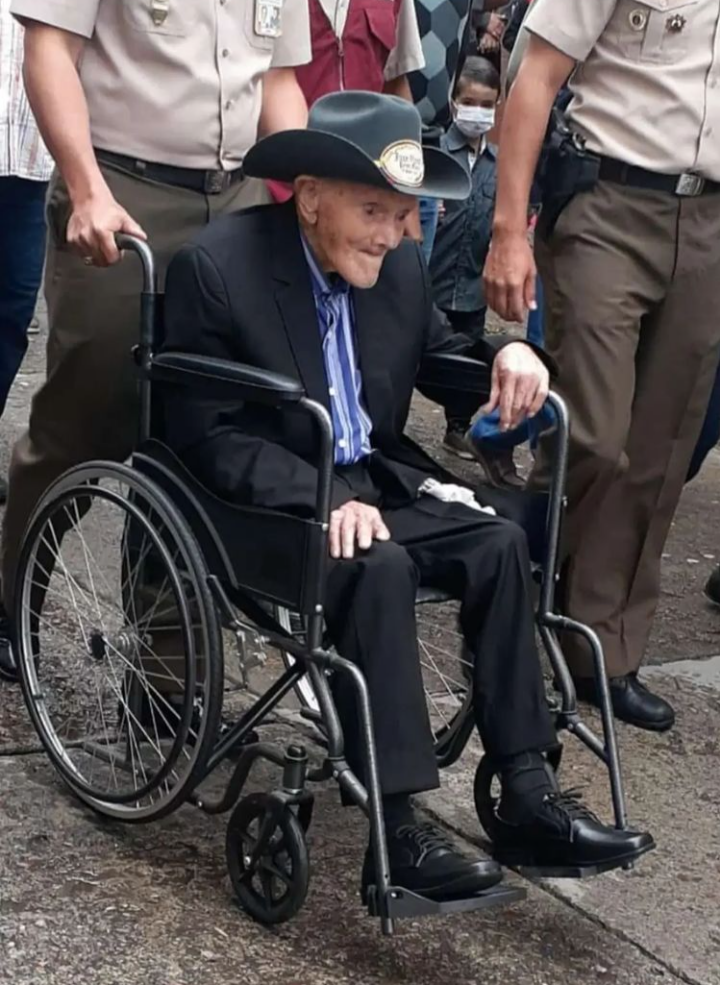
Juan Vicente Pérez Mora (2022)

Juan Vicente Pérez Mora (* 27. Mai 1909 in El Cobre, Táchira; † 2. April 2024 in San José de Bolívar, Táchira) war ein venezolanischer Supercentenarian. Er war vom 18. Januar 2022 bis zu seinem Tod der älteste bekannte lebende Mann der Welt, die viertälteste lebende Person der Welt sowie der bislang älteste Venezolaner.

## Leben
Pérez Mora war das neunte von zehn Kindern. Im Jahr 1913 zog er mit seiner Familie in das Dorf Los Paujiles, wo er mit seinen Geschwistern bereits im Kindesalter in der Landwirtschaft arbeitete. 1938 heiratete er Ediofina del Rosario García Carrero (1916–1997). Aus der Ehe gingen sechs Söhne und fünf Töchter hervor. Der älteste Sohn war José Juan (1939–2013). Im Jahr 1940 verließ er sein Heimatdorf, um auf verschiedenen Zucker- und Kaffeeplantagen zu arbeiten. Gemeinsam mit seinem Bruder Miguel betrieb er danach eine Mühle. In den 1950er-Jahren war er bei dem Bau der Straße von Queniquea nach San José de Bolívar beschäftigt. 1962 verkaufte er seine Farm in Caricuena und erwarb Land sowie ein Haus in San José de Bolívar. Im Jahr 1970 ging er in den Ruhestand. 2018 zog er mit 109 Jahren in eine Seniorenresidenz und war seither auf einen Rollstuhl angewiesen.
Zum Zeitpunkt seines 113. Geburtstages lebten noch sechs seiner Kinder, zudem hatte er 41 Enkel, 18 Urenkel und 12 Ururenkel. Hinter Jiroemon Kimura, Christian Mortensen und Emiliano Mercado del Toro wurde er der viertälteste Mann aller Zeiten mit wissenschaftlich verifizierten Lebensdaten. Außerdem wurde er die siebtälteste solche Person und der älteste Mann aus Südamerika. 
Er hatte einen Instagram-Account, was ihn zum ältesten Menschen auf Instagram machte.
Juan Vicente Pérez Mora starb am 2. April 2024 im Alter von 114 Jahren und 311 Tagen. Nach seinem Tod ging der Titel des ältesten lebenden Mannes an den Chinesen Shi Ping.